# Mundka
Mundka es una ciudad censal situada en el distrito de Delhi occidental,  en el territorio de la capital nacional,  Delhi (India). Su población es de 54541 habitantes (2011). 

## Demografía
Según el censo de 2011 la población de Mundka era de 54541 habitantes, de los cuales 29473 eran hombres y 25068 eran mujeres. Mundka tiene una tasa media de alfabetización del 84,76%, inferior a la media estatal del 86,21%: la alfabetización masculina es del 91,21%, y la alfabetización femenina del 77,20%.